# São Sebastião do Anta
São Sebastião do Anta là một đô thị thuộc bang Minas Gerais, Brasil. Đô thị này có diện tích 80,181 km², dân số năm 2007 là 5388 người, mật độ 67,7 người/km².